# Padarovce
Padarovce (węg. Pádár lub Balogpádár) – wieś (obec) na Słowacji położona w kraju bańskobystrzyckim, w powiecie Rymawska Sobota. Pierwsze wzmianki o miejscowości pochodzą z roku 1407. 
Według danych z dnia 31 grudnia 2012, wieś zamieszkiwało 188 osób, w tym 91 kobiet i 97 mężczyzn.
W 2001 roku rozkład populacji względem narodowości i przynależności etnicznej wyglądał następująco:
- Słowacy – 46,77%
- Czesi – 0,54%
- Romowie – 0,54%
- Węgrzy – 52,15%

Ze względu na wyznawaną religię struktura mieszkańców kształtowała się w 2001 roku następująco:
- Katolicy rzymscy – 32,26%
- Grekokatolicy – 1,61%
- Ewangelicy – 42,47%
- Ateiści – 18,28%